# Anambodera palmarum
Anambodera palmarum är en skalbaggsart som först beskrevs av Timberlake 1939.  Anambodera palmarum ingår i släktet Anambodera och familjen praktbaggar. Inga underarter finns listade i Catalogue of Life.